# Thomas Vickers
Thomas Edward Vickers (9 luglio 1833 – Londra, 19 ottobre 1915) è stato un imprenditore e militare inglese, fu Chairman della Vickers Limited.

## Biografia
Thomas ('Tom') Edward Vickers V.D. fu secondo figlio di Edward Vickers e Anne Naylor, Tom Vickers nacque il 9 luglio 1833. Fu educato alla Sheffield Collegiate School e a Neuwied in Germania. Lavorò per l'azienda di famiglia Naylor Vickers & Co.
Tom Vickers, con il fratello Albert, prese la guida dell'azienda nel 1850. Tom sviluppò la società nella fusione dell'acciaio usando il procedimento Riepe dalla Germania nel 1867 e incorporandola nella Vickers, Sons & Co Limited con lui presidente.
Tom Vickers visse a Bolsover Hill e divenne Commanding Officer del Hallamshire Rifles nel 1871 e Master Cutler nel 1872. Continuò a servire il battaglione come volontario e colonnello onorario, decorato con Volunteer Officers' Decoration nel 1892. Lasciò la guida dell'azienda a Albert Vickers nel 1909 e morì nel Londra nel 1915.

## Famiglia
Nel 1860 sposò Frances Mary Douglas; ebbero due figli, Douglas Vickers e Ronald Vickers e quattro figlie.